# آقا ضیاءالدین عراقی
ضیاءالدّین علی ابن ملّا محمّد عراقی معروف به آقا ضیاء عراقی (زادهٔ ۱۲۴۰-درگذشته ۱۶ آذر ۱۳۲۱) فقیه، اصولی، مجتهد شیعی و، فرزند آخوند ملا محمد کبیر (مسجد آخوند در اراک به نام وی نامگذاری شده است) در سال ۱۲۷۸ هجری قمری (۱۲۴۰ خورشیدی) در محله حصار قدیم سلطان‌آباد اراک به دنیا آمد.

## تحصیلات
مقدمات علوم اسلامی را نزد پدر و در زادگاهش فرا گرفت و در سال ۱۳۰۲ برای ادامه تحصیل، راهی اصفهان گردید و در مدرسه صدر اقامت گزید و در کلاس درس اساتیدی همچون سید محمدهاشم موسوی چهارسوقی خوانساری نوه سید ابوالقاسم خوانساری (میرصغیر)، میرزا جهانگیر خان قشقایی، میرزا ابوالمعالی کلباسی و ملا محمد کاشی شرکت کرد و به فراگیری فقه و فلسفه مشغول شد.
در اواسط سال ۱۳۰۷ به عراق مهاجرت نمود. ابتدا به شهر سامرا رفت و تصمیم گرفت در مقام قاضی، به امر قضاوت بپردازد ولی بعد از چند ماه به نجف هجرت کرد و در کلاس‌های درس میرزا حبیب‌الله رشتی، محمدکاظم طباطبایی، محمدکاظم خراسانی، محمدکاظم یزدی، محمد فشارکی و … شرکت کرد. در همان شهر نجف نیز توانست با گذراندن مراتب علمی به مرتبه اجتهاد دست یابد. از وی چندین کتاب چاپ سنگی به یادگار مانده است که همگی در شهر نجف چاپ و منتشر شده است.

## آثار
- استصحاب العدم الازلی
- احکام الرضاع
- البیع
- تعاقب الایدی
- تعلیقات علی رسائل الشیخ الانصاری
- تعلیقات «فوائد الاصول» و الفوائد[۳]
- حاشیه جواهر الکلام
- حاشیه العروة الوثقی
- حاشیه استدلالی به عروة الوثقی
- حاشیه کفایة الاصول
- حاشیه المکاسب
- حجیة القطع (رساله)
- روائع الامالی فی فروع العلم الاجمالی
- شرح التبصرة[۴]
- الشرط المتأخر
- الصلاة
- قاعدة الحرج
- قاعدة لاضرر
- القضاء
- اللباس المشکوک
- مقالات الاصول

## درگذشت
عراقی در روز دوشنبه ۲۸ ذیقعده ۱۳۶۱ (۱۶ آذر ۱۳۲۱) در نجف درگذشت و در صحن حرم علی بن ابی‌طالب به خاک سپرده شد.